# Viskoznost
Viskóznost, dinámična viskóznost, židkost ali tekočnost (oznaka η, v tujih besedilih μ) je fizikalna količina, ki podaja odziv tekočine na strižno deformacijo. Določena je kot razmerje med strižno napetostjo in strižno hitrostjo in podaja notranje trenje tekočin. Mednarodni sistem enot predpisuje za viskoznost izpeljano enoto kg m-1s-1.
Podobno kot pri trenju med gibajočimi trdnimi snovmi, viskoznost transformira kinetično energijo (makroskopskega) gibanja v toplotno energijo. Toplota je energija naključnega gibanja na molekularnem nivoju, zato si moramo, če želimo razumeti to energijsko pretvorbo, razjasniti medsebojno drsenje trdnih snovi in/ali tekočin na molekularni skali.
Viskoznost je značilnost, ki izhaja iz medsebojnih trkov sosednjih delcev v tekočini, ki se premikajo z različnimi hitrostmi. Ko tekočina potuje skozi cev, se delci, ki sestavljajo tekočino hitreje gibljejo v smeri osi cevi (sredina) kot pa pri sami steni cevi, rezultat tega pojava je trenje. Posledično je potrebna obremenitev, kot npr. razlika v tlaku med obema koncema cevi, da tekočina premaga trenje med samimi sloji delcev, ki tekočino sestavljajo in se le-ta lahko giblje po cevi.

## Vpeljava viskoznosti
Obravnava se stacionarni laminarni tok tekočine ob ravni steni, pri katerem se plasti tekočine, vzporedne s steno, urejeno gibljejo druga ob drugi. Gibanje tekočine se opiše, če se poda velikost in smer hitrosti za vsako plast tekočine.
Če se hitrost posameznih plasti vx (slika) tekočine razlikuje, počasnejše plasti zaradi trenja zadržujejo hitrejše, te pa vlečejo počasnejše. Reče se, da v tekočini delujejo strižne sile. Velja, da je velikost strižne sile premo sorazmerna površini stične ploskve med plastmi S in strižni hitrosti dvx/dy, ki opisuje, kako se s krajem spreminja hitrost v smeri pravokotno na steno:
{\displaystyle F=\eta S{\frac {{\rm {d}}v_{x}}{{\rm {d}}y}}\!\,.}
Sorazmernostni koeficient η je viskoznost, razmerje F/S pa se lahko vpelje kot strižno napetost τ in je:
{\displaystyle \tau =\eta {\frac {{\rm {d}}v_{x}}{{\rm {d}}y}}\!\,.}
Enačbo je prvi zapisal Isaac Newton. Enačba velja za mnogo tekočin. Tekočine so kapljevine (voda) in plini. Tekočine, za katere velja zgornja enačba, so newtonske. Za nenewtonske tekočine strižna napetost in prirastek hitrosti nista premo sorazmerna. Newton je pravilno domneval, da mora biti sila F/A sorazmerna s hitrostnim gradientom tekočine ob gibajoči ploskvi. Linearni hitrostni profil daje konstanten hitrostni gradient kjerkoli med ploščama in se dobi znano zvezo za dano preprosto geometrijo:
{\displaystyle {\frac {F}{A}}=\mu {\frac {u}{y}}\!\,,}
kjer je m koeficient viskoznosti. SI enote so Pascal·sekunde, Pa·s (= kg/ms), oz. mPa.s. Nekoliko zmede povzročajo še dodatne enote, imenovane po Poiseuillu – centipoise (= mPa·s). Poleg dinamične viskoznosti, se pogosto uporablja tudi kinematična viskoznost, n = m/r, kjer je r gostota tekočine. To je ustrezen parameter predvsem pri opisu toka tekočin pod vplivom gravitacije. 